# 深圳有轨电车

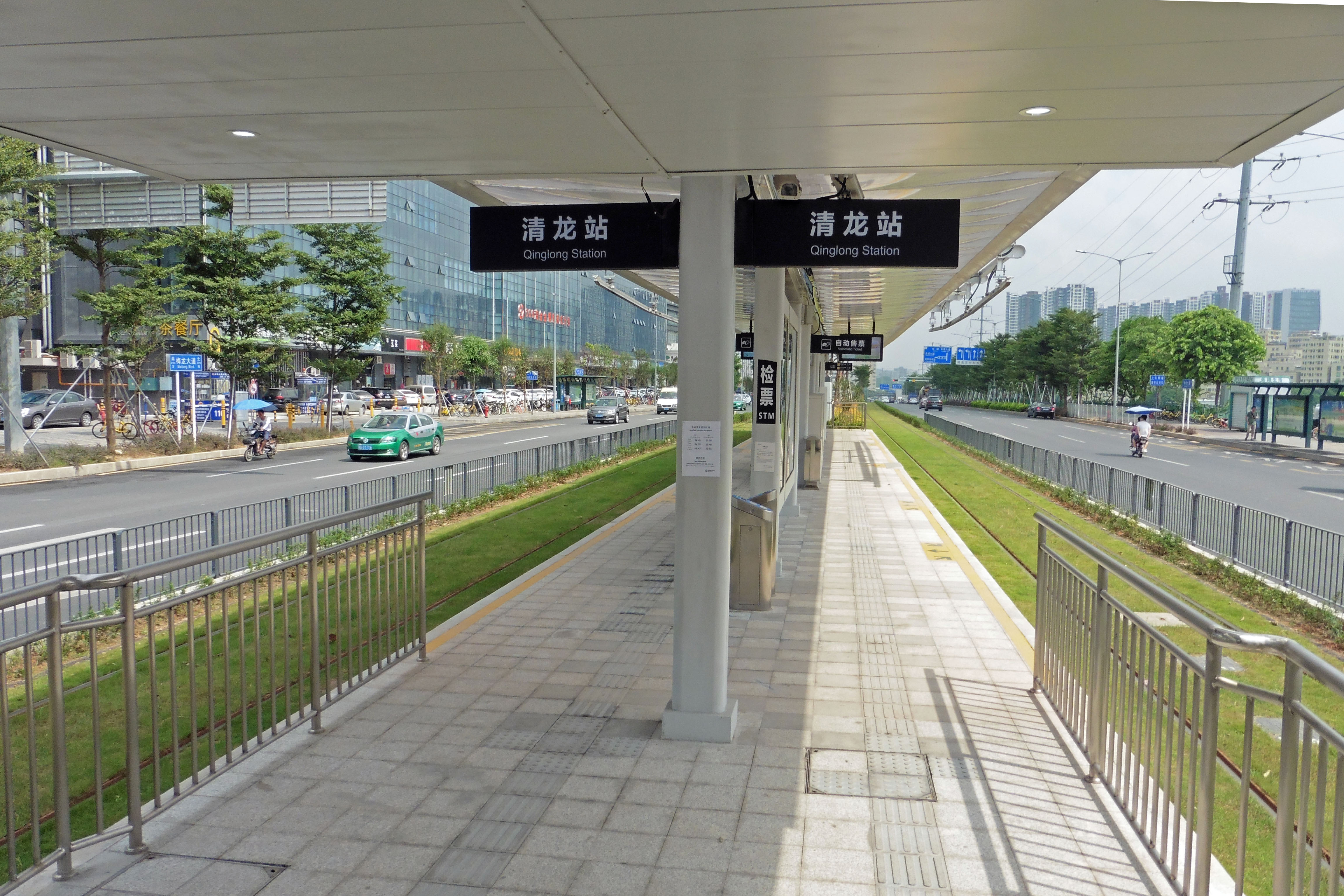
清龙站

深圳有轨电车，又名龙华有轨电车或龙华新区現代有轨电车示范线，是在中華人民共和國深圳市龍華區运营中的有轨电车线路，于2015年7月30日正式开工建设，原预计2017年6月建成投入试运营，已於2017年10月28日通車。根据初步规划方案，线路总规模11.9公里，设20站，平均站距0.8公里，分为主线与支线。主线由清湖站至新澜站，走向为和平路—清龍路—梅龙大道—大和路—观澜人民路—环观中路—橫坑路，与深圳地铁4号线在清湖站、观澜站换乘。支线由大和站至下围站，沿环观南路布置。通过合理的规划线路，与龙华线形成互补和喂给功能。

## 特色
根据计划，龙华区有轨电车将采用混合路权形式，列车在主干道上拥有独立路权，轨道镶嵌在道路中央的绿化带上；车辆经过平交路口时和社会车辆共享路权，并遵守道路红绿灯规则。为了有更好的城市景观，列车采用无接触网的超级电容充电式电车。因为有轨电车站间距只有五六百米，超级电容提供的电能足够列车使用，停站上下客时20秒就可以完成充电，足够列车运行一至两公里。有轨电车将当做地铁的延伸来使用，运行速度有望接近地铁。

## 路线资料
- 主线车站：清湖站、清龙站、清湖小学站、梅龍北站、碧瀾站、文瀾站、大和站、世纪广场站、錦鯉站、河西站、觀城站、大布頭站、河東站、石角頭站、新瀾。其中清湖站、新澜站与深圳地鐵4號綫换乘。[4]
- 支线车站：東庵站、高新區西站、高新區站、高新區東站、下围站。[4]
- 长度：11.683公里[4]
  - 主线：8.578公里
  - 支线：3.105公里
- 站数：20个[4]
  - 主线：15个
  - 支线：5个
- 初期客流预计：3.92万人次/日[5]
  - 主线：3.19万人次/日
  - 支线：0.73万人次/日
- 近期全日客流：2万人次/日（2018年3月25日）[6]
- 远期全日客流：13.2万人次/日

## 建設營運
龙华新区现代有轨电车示范线採用BOT模式，特許經營20年。
目前，有軌電車由中國中鐵股份有限公司與深圳市地鐵集團有限公司共同投資成立的深圳市現代有軌電車有限公司負責建設、運營及為沿綫資源綜合開發。

### 运营安排与统计
龙华新区现代有轨电车示范线开通之初，清湖至新澜、清湖至下围的行车间隔为20分钟，而清湖至大和的行车间隔为10分钟。2017年12月28日起，为满足大部分市民出行需求，取消客流量较少的下围至新澜的运行交路，並將電車調配至另外兩綫，從而令清湖至新澜、清湖至下围的行车间隔缩短至12分钟，清湖至大和的行车间隔缩短至6分钟。新运行图较此前相比，运输能力提升87%。试运营期间，龙华新区现代有轨电车示范线运营时间为每日6:30至23:00。在2018年3月28日，全線提速，清湖至新澜、清湖至下围的行车间隔缩短至10分钟，清湖至大和的行车间隔缩短至5分钟。
截至2017年12月25日，龙华新区现代有轨电车示范线已安全运营59天，安全运送乘客98万余人次，日均客流1.6万余人次。截至2018年3月25日，已安全运营148天，累计运送乘客254万余人次，日均客运量由试运营初期的1.3万人次攀升至2万人次。

## 車站連接
由於車站設於馬路中央，為免影響交通，部分車流較多的車站特地興建行人天橋連接馬路兩旁的行人路，亦提供升降機連接地面、月台和行人天橋。清湖站的車站更興建行人天橋接駁現有地鐵車站出入口，亦提供扶手電梯連接行人天橋。其他車站則於月台一端設置行人過路燈。

## 車費及購票方式[4]
- 有軌車實行全程一票制，票價全程2元。

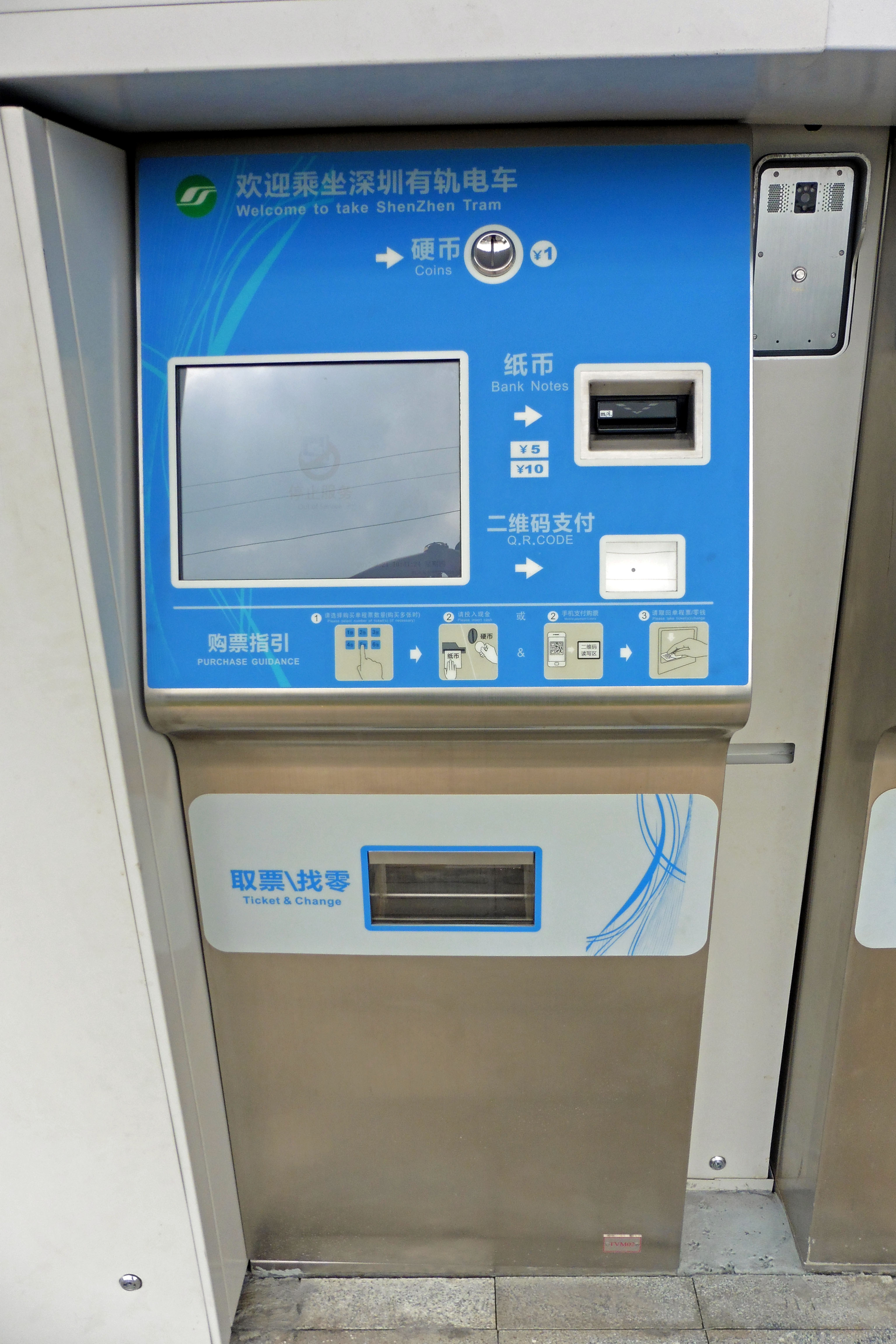
自动售票机

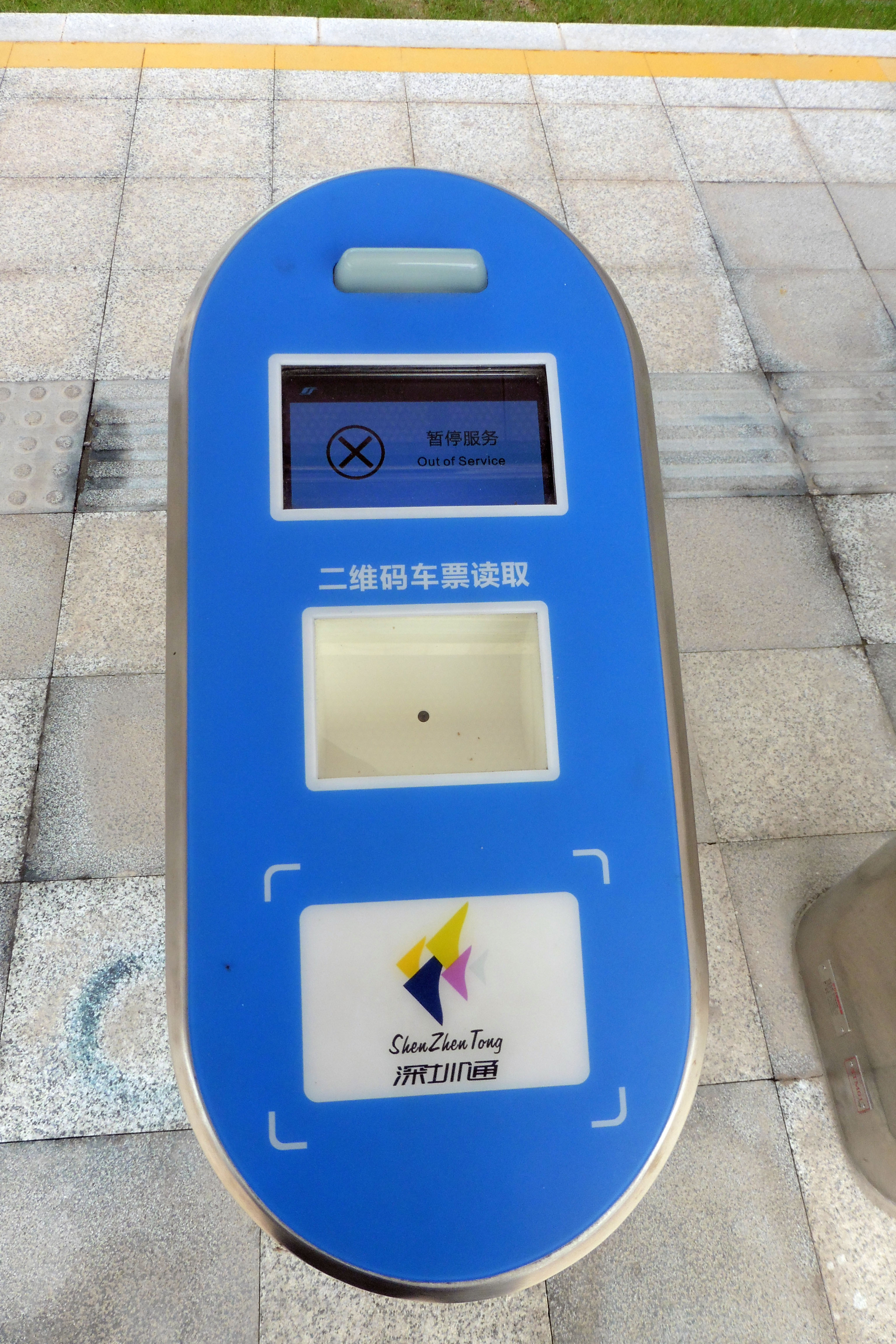
检票机（已停用）

- 車票分四種，除車站自助售票機出售紙質二維碼單程票，亦提供深圳通、支付寶及微信公眾號購票三種模式，其中前者需在月台購票，而後三者則需使用電車上車門旁的讀卡器和二維碼掃描機。
- 車票有效時間為60分鐘，唯上車後只能乘搭同一班次電車，下車後換乘另一列電車需重新繳付車資。
- 持深圳通卡可享95折優惠，在90分鐘內在有軌電車與地鐵、常規公交間換乘，在前款折扣的基礎上再可享0.4元優惠。
- 一名成年乘客可免費攜帶一名身高1.2米以下兒童乘車。
- 有軌電車提供五折優惠，適用於使用深圳通學生卡學生乘客。
- 身高1.2米以下或6周歲以下的兒童可免費乘坐有軌電車。
- 毎列電車上有驗票員（列车安全员）于列車行駛中使用手持設備驗票。
- 現時站台上的檢票機已不能使用，車資需于車門旁的讀卡器和二維碼掃描機上，以深圳通、具閃付功能的銀聯卡、紙質二維碼單程票或電子二維碼單程票任一方式支付。

## 用车

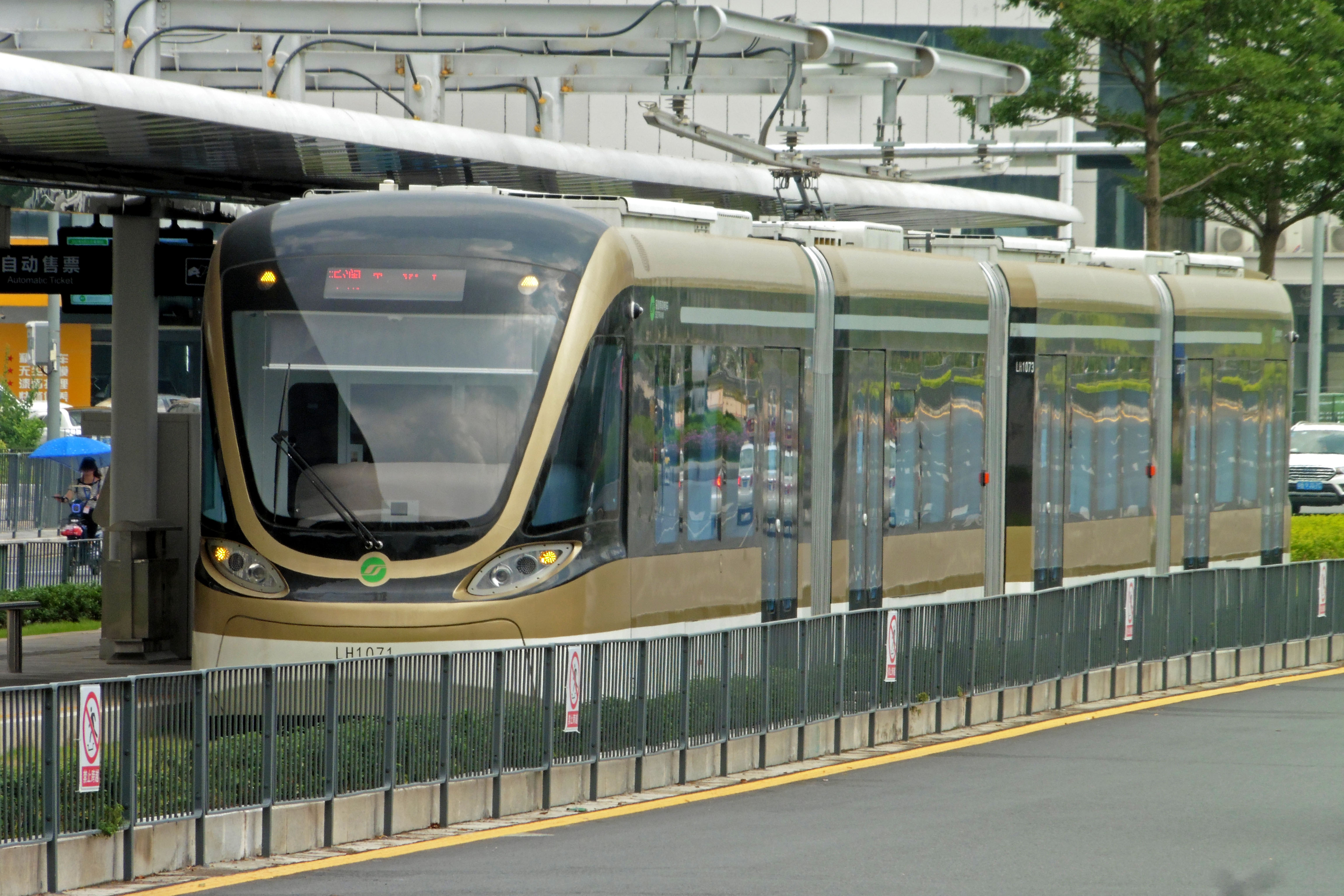
一辆行驶中的深圳龙华新区有轨电车通过清湖小学站站台

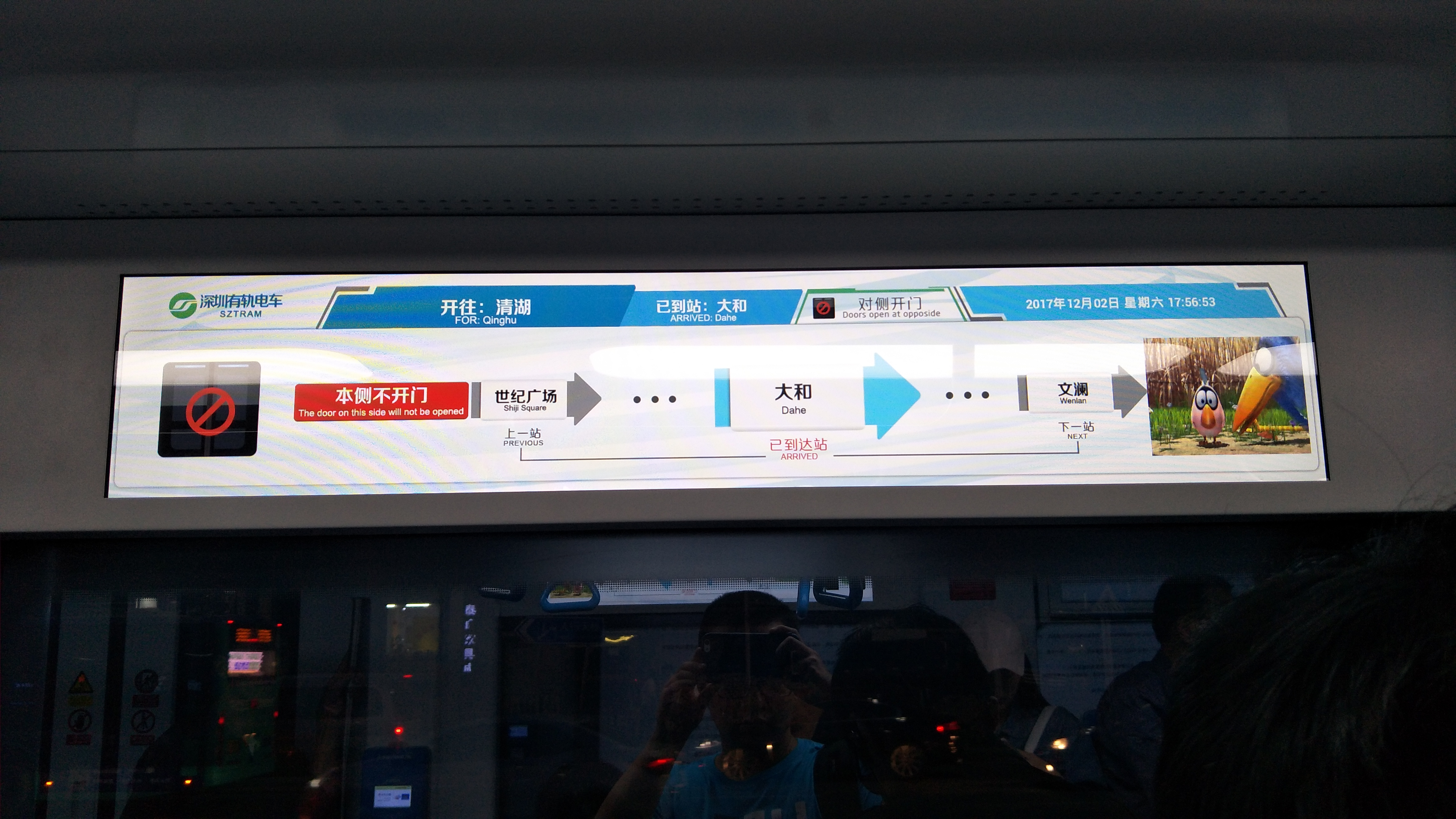
龙华有轨电车报站显示屏

龙华新区现代有轨电车示范线現時采用由中车株机于2017年生产的超级电容100%低地板有轨电车，车身以白色和金色为主色调。因采用有轴转向架，有轨电车实现100%低地板设置，车辆入口地板与站台几乎平齐，特殊人士的轮椅可无障碍出行。车厢内部设置了近60个坐椅，大部分空间留作宽敞通道。
車輛採用由西門子公司生產的三相誘導交流電動機1TB1422-0GA03型（功率 100 kW），而轉向架為同由西門子生產的 SF 30 Combino plus TFW 型（軸重 10 t，每卡車廂共有两个 Bo-Bo 轉向架），動拖比為 3M1T，制動方式為磁軌制動。

## 車輛運行
根據通車前在地鐵站派發的單張，一期採用雙綫單向循環運行，電車從清湖站開出，到達大和站後先走支綫到下圍站（交路2），從下圍站折返到大和站再右轉走主綫到新瀾站（交路3），最後從新瀾站折返，沿主綫返回清湖站（交路1）。但實際上有軌電車設有3條路線，其中1號線泊於清湖站及新瀾站西月台，來往清湖及新瀾；2號線泊於清湖站東月台，來往清湖及下圍；3號線泊於新瀾站東月台，來往新瀾及下圍。清湖站及新瀾站為港灣式月台設計，而下圍站的兩個側式月台則分佈在五和大道與環觀南路十字路口的東、西邊，列車駛入東邊的月台落客後，會再向前駛入調頭軌道，再以相反方向駛回另一方向。在2017年12月28日，電車公司取消3號線，來往新瀾站至下圍站的乘客，需在大和站下車，再重新購票登上另一線路的列車。
由於電車軌道只建在道路中央的路面上，因此在穿過路口時產生平交道。理論上在平交道上，有軌電車擁有優先通行權，但實際上電車仍需等候紅綠燈轉燈和路口交通指揮員指示才可開行。

## 上盖物业
龙华区有轨电车拥有一个车辆段。根据工程可行性研究初步成果，有轨电车车辆段位于龙华区行政文化服务中心（横坑水库）北邊，河西站和觀城站之間，用地规划约8.14公顷，规划容积率约4.1。不计车辆段专用部分，可供房地产项目开发的建筑面积约29.6万平方米，其中住宅面积16万平方米，商业建筑面积13.6万平方米。若按每平方米5000元保守测算，该车辆段上盖物业土地出让收入最少14.8亿元，该部分收入可用于平衡龙华区对现代有轨电车的建设投资。

## 争议
- 由于有轨电车方案与深圳地铁4号线北延段走向基本一致，虽然实际上深圳地铁4号线途径观澜大道而有轨电车经过大和路，仍有网友认为该项工程有重复建设之嫌。也有市民提出，有轨电车已经是“快要被淘汰”的交通方式，并且占用公共道路资源，也影响市容。[5]
- 錦鯉站的車站英文名稱採用漢語拼音Jinli，但在某些站牌却采用日語拼音Koi。
- 虽然名义上为有轨电车。但是如果按照国际标准来分类，实际则不是有轨电车，而应该为轻铁。
- 自取消新瀾至下圍的3號綫後，受影響的乘客如繼續乘搭有軌電車，需在大和站下車，經行人天橋到達另一邊月台，再重新購票乘車。

## 历史

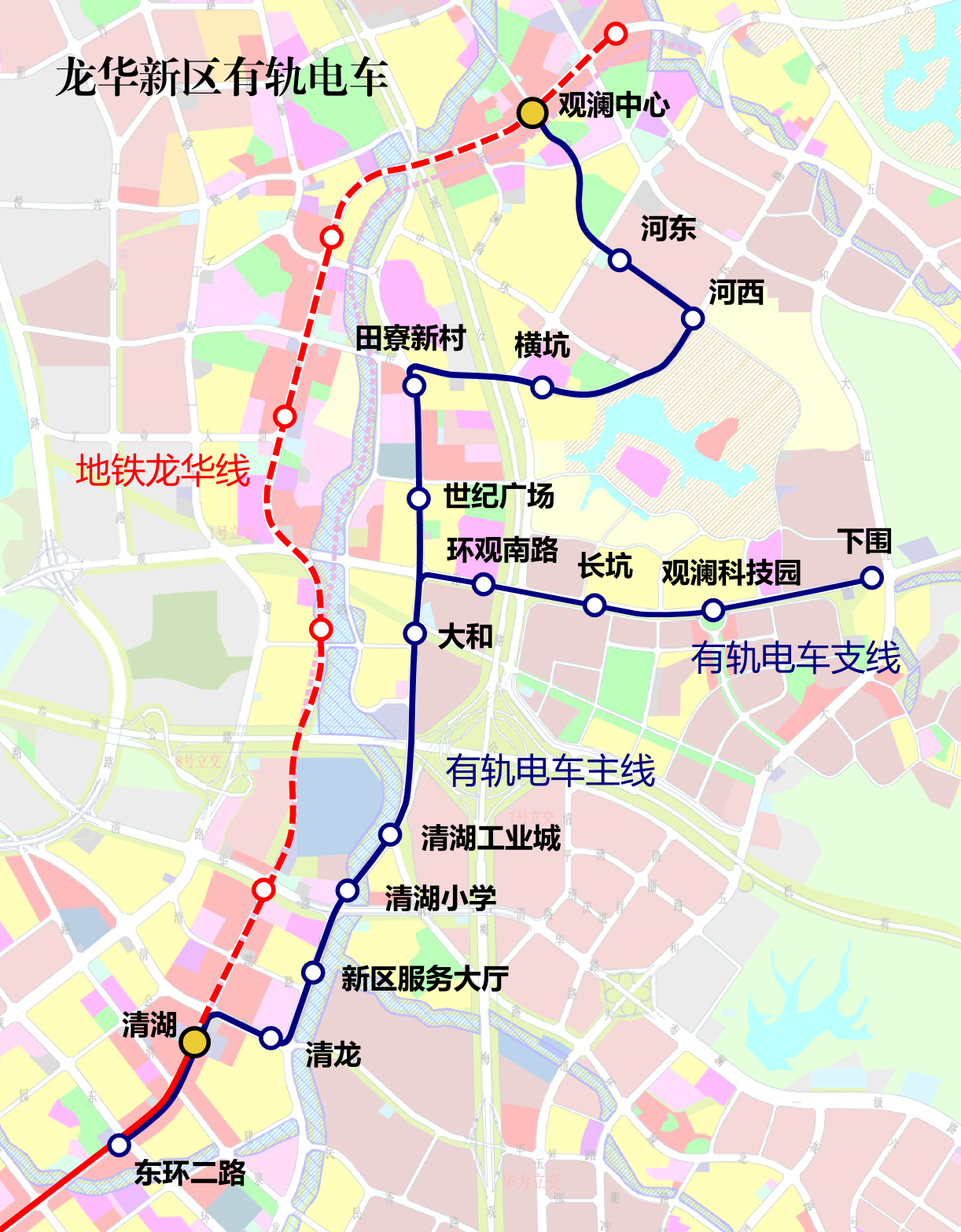
规划时期的线路图

- 2012年6月，深圳市政府副秘书长、市轨道办主任赵鹏林曾到包括龙华新区以及宝安等地调研，核心议题是试点运行有轨电车。[14]
- 2012年7月12日下午，深圳市市委常委会听取了《我市发展现代有轨电车工作情况汇报》，深圳将在机场、坪山、龙华、罗湖选择建设现代有轨电车试点线路，预计2013年底或2014年上半年试点线路可建成试用并陆续通车运营。[15]
- 2012年10月，深圳市规划国土委龙华管理局表示，龙华新区将在全市率先试点现代有轨电车，试点方案已初步确定。有关方面已完成了现代有轨电车试点线路的前期规划研究工作，并初步规划了线路编制规划图。[16]
- 2013年1月，工程可行性研究报告初稿编制完成。[13]
- 2013年3月，深圳市轨道办会同龙华新区向市政府专题汇报了工程可行性研究报告，表示还需要对工程可行性研究报告进一步修改和完善。[13]
- 2013年4月初，龙华新区城建局表示，现代有轨电车项目已完成前期工作进度的70%、项目整体进度的15%。[13]
- 2015年7月30日，正式動工興建[7]。
- 2017年1月18日，首列车运抵横坑车辆段。[17][18]
- 2017年6月27日，有軌電車試運行[12]。
- 2017年10月28日，有軌電車正式开通試運营[19][20]。
- 2017年12月28日，取消新瀾至下圍的路線，將電車調配至其餘兩條路線，以加強兩線的班次，並在清湖站至大和站採用聯合班次。清湖至新瀾及清湖至下圍的班次為12分鐘，而清湖至大和的班次則為6分鐘[11]。
- 2018年3月28日，全線提速，班次提升為10分鐘，而清湖至大和的班次則為提升為5分鐘[6]。
- 2018年6月28日起，全线第三次压缩行车间隔，“清湖-新澜”和“清湖-下围”区段行车间隔由之前的10分钟压缩至8分钟，“清湖-大和”共线段行车间隔则由之前的5分钟压缩至4分钟。[21]
- 2018年11月18日，龙华有轨电车当日客流量突破4万人次大关并创下了4.02万人次的客流记录。[22]
- 2022年5月26日，因龙华大道道路抢修施工，清湖至大和区段暂停运营，上述区段停运期间深圳有轨电车运营区段调整为新澜至下围。[23]
- 2022年6月8日19:00，龙华大道抢修完成，清湖至大和区段恢复运营，深圳有轨电车恢复原有原有运营模式。

## 车站及接驳路线
| 车站名称                                                                                     | 英文名称         | 所在区域         | 启用日期         | 换乘线路         | 月台类型         | 备注                     |
| 深圳有轨电车主线                                                                             | 深圳有轨电车主线 | 深圳有轨电车主线 | 深圳有轨电车主线 | 深圳有轨电车主线 | 深圳有轨电车主线 | 深圳有轨电车主线         |
| -------------------------------------------------------------------------------------------- | ---------------- | ---------------- | ---------------- | ---------------- | ---------------- | ------------------------ |
| 清湖                                                                                         |                  | 龙华区           | 2017年10月28日   | 清湖站：█4号线   | 岛式             |                          |
| 清龙                                                                                         |                  | 龙华区           | 2017年10月28日   |                  | 岛式             |                          |
| 清湖学校                                                                                     |                  | 龙华区           | 2017年10月28日   |                  | 岛式             | 曾用规划名“新区服务大厅” |
| 梅龙北                                                                                       |                  | 龙华区           | 2017年10月28日   |                  | 岛式             | 曾用规划名“清湖小学”     |
| 碧澜                                                                                         |                  | 龙华区           | 2017年10月28日   |                  | 侧式             | 曾用规划名“清湖工业城”   |
| 文澜                                                                                         |                  | 龙华区           | 2017年10月28日   |                  | 侧式             |                          |
| 大和[1]                                                                                      |                  | 龙华区           | 2017年10月28日   | 下围支线         | 侧式             |                          |
| 世纪广场                                                                                     |                  | 龙华区           | 2017年10月28日   |                  | 岛式             |                          |
| 锦鲤                                                                                         |                  | 龙华区           | 2017年10月28日   |                  | 岛式             | 曾用规划名“田寮新村”     |
| 河西                                                                                         |                  | 龙华区           | 2017年10月28日   |                  | 岛式             | 曾用规划名“横坑”         |
| 观城                                                                                         |                  | 龙华区           | 2017年10月28日   |                  | 岛式             |                          |
| 大布头                                                                                       |                  | 龙华区           | 2017年10月28日   |                  | 侧式             | 曾用规划名“河西”         |
| 河东                                                                                         |                  | 龙华区           | 2017年10月28日   |                  | 岛式             |                          |
| 石角头                                                                                       |                  | 龙华区           | 2017年10月28日   |                  | 侧式             |                          |
| 新瀾                                                                                         |                  | 龙华区           | 2017年10月28日   | 观澜站：█4号线   | 岛式             | 曾用规划名“观澜中心”     |
| 深圳有轨电车下围支线                                                                         |                  |                  |                  |                  |                  |                          |
| 大和                                                                                         |                  | 龙华区           | 2017年10月28日   | 有轨电车主线     | 侧式             |                          |
| 东庵                                                                                         |                  | 龙华区           | 2017年10月28日   |                  | 侧式             | 曾用规划名“环观南路”     |
| 高新区西                                                                                     |                  | 龙华区           | 2017年10月28日   |                  | 侧式             | 曾用规划名“长坑”         |
| 高新区                                                                                       |                  | 龙华区           | 2017年10月28日   |                  | 侧式             | 曾用规划名“观澜科技园”   |
| 高新区东                                                                                     |                  | 龙华区           | 2017年10月28日   |                  | 侧式             |                          |
| 下围                                                                                         |                  | 龙华区           | 2017年10月28日   |                  | 侧式             |                          |
| 注释                                                                                         |                  |                  |                  |                  |                  |                          |
| - 1 大和站至新瀾站间的车站要来往下围支线沿线车站或者相反方向的乘客，需在大和站重新購票换乘。 |                  |                  |                  |                  |                  |                          |
| 论 编                                                                                        |                  |                  |                  |                  |                  |                          |

## 未來發展
有軌電車將分為三條綫（現時通車的為1號綫部分（即主綫）及2號綫部分（即支綫）），其中1號綫將向南、北伸延，2號綫將向東、西伸延，並在1號綫南部新加3號綫，屆時將覆蓋大浪、坂雪崗、觀瀾、白石龍、樟坑等地。总长度约46公里。